# CAV Esquimo Dos Hermanas
CAV Esquimo Dos Hermanas (fullständigt namn på spanska: Club Agrupación Voleibol Esquimo Dos Hermanas), är en volleybollklubb från Dos Hermanas, Sevilla, Spanien. Klubben bildades 4 februari 1982. Ursprungligen hade de bara ett herrlag, som direkt spelade på elitnivå med deltagande i Copa del Rey. Klubben hamnade 1988 i ekonomiska problem och degraderas ur högsta serien. Samma år bildades dess damlag. Damlaget var 1991/1992 bara ett set från att sig upp i högsta serien. Efter många år i skiktet alldeles under högsta serien har damlaget sedan slutet av 2010-talet etablerat sig i högsta serien. Även herrlaget spelade under många år under 2010-talet i högsta serien.